# Локомотиви БДЖ серия 55.00
Локомотивите БДЖ серия 61.00 (до 1965 г. - серия 55.00, различна от серия БДЖ 55.000) са първите дизелови маневрени локомотиви в България. Доставени са през 1942 г. от фирма „Humboldt-Deutzmotoren“ AG – Köln, Германия. Те са 6 броя, имат дизелов двигател 150 к.с. и са с 4-степенна механична скоростна кутия.
Първоначално 55.01 и 55.03 са разпределени за работа в Главната жп работилница - София, а 55.04 в ЖП работилница – Дряново. Останалите са заети с маневрена дейност: 55.02 – в Пловдив, 55.02 в Септември, а по-късно в Пазарджик и 55.06 – на Илиянци. През 1952 г. са предадени: 55.01 – на пристанище Бургас, 55.02 – на ВЗ – Дряново, 55.04 – на пристанище Варна и 55.05 – на ЛВЗ – София. 55.03 продължава да извършва маневра първо в Сточна гара – София, а по-късно на гара Яна и 55.06 – на гара Павликени.
Тяхната експлоатация продължава почти 30 години, след което (към 1974 г.) всички локомотиви са бракувани и унищожени. Запазен е единствено 55.02, който е обявен за музеен и се намира във Вагонен завод – Дряново.

## Експлоатационни и фабрични данни за локомотивите[1]
| Експл. № при доставката | Експл. № (от 1965) | фабр. №/година | Бележки                                     |
| ----------------------- | ------------------ | -------------- | ------------------------------------------- |
| 55-01                   | 61-01              | 39691/1942     | На пристанище Бургас от 1952 г.             |
| 55-02                   | 61-02              | 39692/1942     | На ВЗ – Дряново от 1952 г. Обявен за музеен |
| 55-03                   | 61-03              | 39693/1942     | Бракуван 1974 г.                            |
| 55-04                   | 61-04              | 39694/1942     | На пристанище Варна от 1952 г.              |
| 55-05                   | 61-05              | 39695/1942     | На ЖП завод – София от 1952 г.              |
| 55-06                   | 61-06              | 39696/1942     | На ЖП завод – София от 1952 г.              |

|}